# Locomotiva DR E 17
Le locomotive E 17 della Deutsche Reichsbahn erano una serie di locomotive elettriche progettate per il traino di convogli passeggeri rapidi.

## Storia
In seguito ai buoni risultati ottenuti con le locomotive E 21, nel 1927 la Deutsche Reichsbahn ordinò 33 locomotive elettriche per treni rapidi, aumentando l'anno successivo l'ordinazione a 38 unità.
Le locomotive vennero consegnate nel 1928-1929, e risultarono suddivise in tre serie:
- le unità numerate da 01 a 18 vennero assegnate al deposito locomotive di Monaco di Baviera per l'esercizio sulle linee bavaresi;
- le unità numerate da 101 a 112 vennero assegnate al deposito di Lipsia per l'esercizio sulle linee della Germania centrale, e in seguito all'arrivo delle nuove E 04 trasferite anch'esse a Monaco;
- le unità numerate da 113 a 120 furono assegnate alle linee slesiane.

Al termine della seconda guerra mondiale, restavano alla DR solo due unità, mentre altre 26 pervennero alla Deutsche Bundesbahn, fondata nel 1949 nel territorio della RFT. Le altre unità risultarono distrutte o disperse in Polonia e in Unione Sovietica.
Le locomotive rimaste alla DR vennero utilizzate fino al 1968; le macchine DB invece vennero modernizzate nei primi anni sessanta, e nel 1968 vennero rinumerate nel gruppo 117, seguendo il nuovo sistema di classificazione. Assegnate al deposito di Augusta, rimasero in servizio fino al 1980.